# Beke Ödön
Beke Ödön, 1900-ig Berger Ödön (Komárom, 1883. május 20. – Budapest, 1964. április 10.) magyar nyelvész, finnugrista, egyetemi tanár, a Magyar Tudományos Akadémia levelező (1945), majd rendes (1958) tagja. Finnugrisztikai munkásságának legjelentősebb eredményei saját nyelvjárási-népköltészeti gyűjtésein, terepmunkáin alapuló mari szövegkiadásai.
Beke Dénes (1911–1962) Kossuth-díjas vegyészmérnök, kémikus és Simonovits Istvánné, sz. Beke Anna (1913–2002), eredetileg matematika–fizika tanár, majd filozófiaoktató, egyetemi docens apja.

## Életútja
Berger Herman (Ármin) fakereskedő és Kohn Hermina gyermekeként született. A komáromi, majd a pápai református gimnáziumban végezte középiskolai tanulmányait. A Budapesti Tudományegyetemen szerzett bölcsészdoktori oklevelet 1905-ben, amelyet 1906-ban magyar–latin szakos tanári képesítéssel egészített ki. 1906-tól helyettes tanárként a budapest-tisztviselőtelepi, majd 1909-től immár rendes tanári címmel egy tanéven keresztül a nagyszebeni állami főgimnáziumban oktatott. 1910-ben visszakerült a fővárosba, és 1919-ig a VI. Kerületi Magyar Királyi Állami Főgimnázium tanára volt. 1910-ben Budapesten, az Erzsébetvárosban házasságot kötött Lusztig Sarolta polgári iskolai tanárnővel.
A tanácsköztársaság idején, 1919 márciusa és júliusa között a finnugor nyelvtudomány megbízott előadója volt a Budapesti Tudományegyetemen. A tanácsköztársaság leverését követően, 1920-ban ennek ürügyén elmozdították tanári állásából. Bécsbe költözött, s csak 1923-ban tért vissza Magyarországra. 1926-tól 1947-ig a Pesti Izraelita Hitközség Alapítványi Fiúgimnáziumában – közismertebb elnevezésén a Zsidógimnáziumban – tanított.
1948-ban magántanári képesítést szerzett a budapesti Pázmány Péter (1950 után Eötvös Loránd) Tudományegyetemen, 1949-től pedig címzetes nyilvános rendkívüli tanári címmel a finnugor tanszéken oktatott volgai és permi nyelvészetet. 1953 és 1962 között a II. számú finnugor tanszék tanszékvezető egyetemi tanáraként végezte az oktatómunkát.

## Munkássága
Pályája korai szakaszában tanári munkája mellett nyelvjáráskutatással foglalkozott, mintegy nyolcvan kemenesalji és bakonyalji faluban végzett népnyelvi gyűjtést, amelynek során számos népmesét, találóst és szokásdalt jegyzett fel. Az első világháború éveiben a Magyar Tudományos Akadémia és a Kelet-ázsiai Társaság megbízásából mari (cseremisz) nyelvi és népköltészeti gyűjtést végzett a kenyérmezei hadifogolytábor mari lakói körében. Ez a gyűjtőmunka fordulópontnak bizonyult pályafutásában, melynek hatására véglegesen a finnugor nyelvek vizsgálata, a finnugrisztika mellett kötelezte el magát.
Életművének legjelentősebb eredményei a mari nyelv leíró kutatásához, illetve tágabb összefüggésben a finnugor nyelvek hangtörténeti, alaktani és mondattani vizsgálatához fűződnek. Saját gyűjtése alapján több, hatalmas anyagot magában foglaló mari népköltészeti-népnyelvi szöveggyűjteményt adott ki, de behatóan foglalkozott a marik népszokásaival is. Kiadásra előkészített, több ezer oldalas mari nyelvjárási szótára – számos egyéb cseremisz nyelvjárási szöveggel együtt – kéziratban maradt, egy ideig elveszettnek is hitték, s csak három évtizeddel a halála után jelenhettek meg ezek a páratlan szövegkorpuszok (1995–2001). Beke tudományos érdeklődése nem korlátozódott a marik nyelvére és folklórjára, foglalkozott az udmurt és a lapp(számi) népköltészettel, néphittel, valamint a mari és a csuvas népmesék összehasonlító vizsgálatával is. Pápay József népköltészeti gyűjtéséből északi hanti szótárt állított össze (1959).
Mindemellett etimológiával – főként a magyar állat- és növénynevek eredetével – és nyelvműveléssel kapcsolatos publikációk is fűződnek a nevéhez, illetve a magyar néphittel és népmesekinccsel is foglalkozott. Akadémiai székfoglalóit általános dialektológiai és nyelvészeti témakörökben tartotta (Szókincs és néphagyomány, 1945; Névszó és ige, 1959).
A Magyar Nyelvőr egyik állandó szerzője volt. A második világháborút követően jelentős szerepet játszott a folyóirat újraindításában, amelynek 1946 és 1953 között szerkesztője is volt.

### Társasági tagságai és elismerései
1945-ben a Magyar Tudományos Akadémia levelező, 1958-ban rendes tagjává választották. 1913-ban a helsinki székhelyű Finnugor Társaság külső, 1958-ban tiszteleti tagjává választották, emellett 1938-tól levelező tagja volt az Észt Tudós Társaságnak is.
A nyelvtudomány területén elért eredményeiért 1948-ban Révai Miklós-díjat kapott, 1960-ban pedig finnugrisztikai életműve elismeréseként a Kossuth-díj második fokozatát vehette át. Emellett birtokosa volt a Magyar Népköztársasági Érdemrend ötödik fokozatának (1952), a Munka Érdemrendnek (1954, 1962), valamint a Munka Vörös Zászló érdemrendjének (1958).

### Főbb művei
- A pápavidéki nyelvjárás. Budapest: Athenaeum. 1905.  = Nyelvészeti Füzetek,  17.
- A vogul határozók. Budapest: Athenaeum. 1905.  = Nyelvészeti Füzetek,  25.
- Kemenesalja nyelve. Budapest: Athenaeum. 1906.  = Nyelvészeti Füzetek,  33.
- Cseremisz nyelvtan. Budapest: Magyar Tudományos Akadémia. 1911.  = Finnugor Füzetek,  16.
- Finnugor határozós szerkezetek. Budapest: Magyar Tudományos Akadémia. 1914.  = Finnugor Füzetek,  18.  (németül is)
- Türkische Einflüsse in der Syntax der finnisch-ugrischen Sprachen. Budapest: Franklin ny. 1915.
- Tscheremissiche Texte zur Religion und Volkskunde. Oslo: Augustin. 1931.  = Bulletin Etnografiske Museum,  4.
- Texte zur Religion der Osttscheremissen. Wien: Mödling. 1934.
- Zur Geschichte eines tscheremissischen Nominalbildungssuffixes. Helsinki: Suomalaisen Kirjallisuuden Seura. 1938.
- Tscheremissische Märchen, Sagen und Erzählungen. Helsinki: Suomalais-Ugrilainen Seura. 1938.
- Tscheremissische Märchen aus dem Kreise Jaransk. Tartu: Matthiesen. 1939.
- Szókincs és néphagyomány. Budapest: MTA. 1948.
- A cseremiszek (marik) népköltészete és szokásai: Volksdichtungen und Gebräuche der Tscheremissen (Maris). Budapest: Akadémiai. 1951.
- Mari szövegek: Tscheremissische Texte: I., III–IV. Budapest: Akadémiai. 1957–1961.
- Északi osztják szójegyzék. Budapest: ELTE. 1959.
- Mari szövegek: Tscheremissische Texte: II. Szombathely: BDTF. 1995.
- Mari nyelvjárási szótár: Tscheremissisches Dialektwörterbuch: I–IX. Szerk. Bereczki Gábor. Szombathely: BDTF. 1997–2001.